# 穆罕默德·阿塔
穆罕默德·穆罕默德·阿米爾·阿瓦德·賽義德·阿塔（阿拉伯語：محمد محمد الأمير عوض السيد عطا，羅馬化：Mohamed Mohamed el-Amir Awad el-Sayed Atta，1968年9月1日—2001年9月11日）是一名埃及蓋達組織恐怖分子。他是911襲擊事件的主謀，也是美國航空11號班機的劫機飛行員。他當時33歲，是參與這項任務的19名劫機者中最年長的一位。
阿塔在埃及出生長大，1990年畢業於開羅大學建築系，後在德國漢堡工業大學攻讀研究生。在漢堡，阿塔加入古德斯清真寺，並在那裡結識馬爾文·阿勒-拉希德、拉姆兹·賓·勒斯伯和齊亞德·賈拉，共同組成了漢堡小組。阿塔從德國消失了一段時間，1995年開始朝覲，但1999年底至2000年初還在阿富汗會見了奧薩瑪·賓·拉登和其他蓋達組織高級領導人。賓·拉登和哈立德·謝赫·穆罕默德招募阿塔和其他漢堡小組成員在美國進行「飛機行動」。
2000年2月，阿塔回到漢堡，開始打聽在美國接受飛行訓練的消息，他、賈拉和阿勒-薛爾布希於6月抵達美國學習駕駛飛機，並於11月獲得儀表等級證書。2001年5月開始，阿塔協助「肌肉型」劫機者到達美國，他們的任務是制服乘客和機組人員，以便讓劫機者接管飛機。7月，阿塔前往西班牙與阿勒-薛爾布希會面，以最終確定陰謀，然後在8月以乘客身份搭乘「監視」航班，以詳細確定如何實施襲擊。
2001年9月11日上午，阿塔和他的團隊登上並劫持美國航空11號班機，阿塔將該班機撞入世界貿易中心一號大樓（北塔）。1600多人死於墜機、隨後的大火和隨後的塔樓倒塌，他因此制造了史上死亡人數最多的空難事件，并成为有史以來杀死人數最多的恐怖分子。